# Kathy Burke
Katherine "Kathy" Lucy Bridget Burke, född 13 juni 1964 i Camden Town, London är en brittisk komiker och skådespelare.

## Utmärkelser
Burke utsågs till Bästa kvinnliga skådespelare vid filmfestivalen i Cannes för Nil by Mouth 1997.

## Rollista i urval
- 1986 – Sid & Nancy
- 1988 – The Comic Strip (TV-serie)
- 1988–1999 – French & Saunders (TV-serie)
- 1992–1996 – Helt hysteriskt (TV-serie)
- 1997 – Nil by Mouth
- 1998 – Elizabeth
- 1998 – Rackan Rex (TV-serie) (röst)
- 2006 – Bortspolad (röst)
- 2009 – Horne & Corden (TV-serie) (regi)
- 2011 – Tinker Tailor Soldier Spy
- 2012 – Never Mind the Buzzcocks (TV-serie)
- 2016 – Absolutely Fabulous: The Movie